# Lost City I (Stargate SG-1)
Lost City I (Ciudad Perdida, Parte 1) es el vigésimo primer episodio de la séptima temporada de la serie de televisión de ciencia ficción Stargate SG-1, y el episodio N.º 153 de toda la serie.

## Trama
Daniel Jackson hace un descubrimiento asombroso mientras traduce la escritura antigua en una columnata que SG-2 descubrió en el planeta P3X-439. El texto habla de una biblioteca de conocimientos, por lo que Daniel cree que se trata de un depósito similar al que una vez descargo los conocimientos Antiguos en el cerebro del coronel O'Neill, y que casi le costó la vida. 
Sin embargo, SG-3 reporto de una sonda Goa'uld de reconocimiento en el planeta, lo que significa que Anubis también sabe del depósito. SG-1 debe conseguirlo primero, para poder así obtener la ubicación de la Ciudad Perdida de los Antiguos, y utilizar su tecnología para liberar a la Galaxia de la opresión Goa'uld. Esta vez, el plan es quitar el depósito de la pared en lugar de descargarlo en un ser humano, para traerlo luego a la Tierra y encontrar una manera segura de recuperar los datos. Como los aliados de la Tierra no han podido ser contactados, el SGC estará solo en esta misión.
SG-1, SG-2 y SG-3, son enviados entonces a P3X-439, donde Daniel y Carter intentan sacar el depósito antiguo, pero sin éxito. Repentinamente, varios Planeadores de la muerte y Al'kesh aparecen y comienzan a bombardear las ruinas. Ya sin tiempo, alguien debe descargar el conocimiento Antiguo en su cerebro. O'Neill determina que tanto Carter como Daniel son muy importantes como para arriesgarse, y decide ser él quien lo haga. Tras bajar el depósito, Jack se desmaya, y el equipo debe cargarlo hasta el Portal, mientras destruyen con C-4 el repositorio Antiguo, asegurándose que Anubis no pueda recuperar nada.
De vuelta en el CSG, SG-1 debe hacer frente a lo inevitable; El sentido humano de O’Neill pronto desaparecerá y él comenzara a hablar en Antiguo. Eventualmente su fisiología humana no podrá seguir manteniendo ese estado, y al final él morirá. Hammond permite que Jack se tome el fin de semana libre.
Mientras tanto, en Washington, el nuevo Presidente Henry Hayes ha encontrado un reemplazo para el general Hammond, en un intento por poner una cara amistosa en el Proyecto Stargate cuando se haga público. Ella es la Dra. Elizabeth Weir, una negociadora política experta multilingüe, que podrá tratar con los otros líderes mundiales, que de seguro desearan el control compartido del Stargate. Si bien al principio no sabía si aceptar el cargo o no, al final Elizabeth accedió porque era lo mejor. Por su parte, el vicepresidente Kinsey le dice a la Dra. Weir que cuando ella asuma el mando del CSG, él será la mejor persona que podrá tener de su lado; y la única persona que no querrá en su contra.
En tanto, Carter va a casa del O'Neill a verlo, y pronto Daniel y Teal'c también llegan. Después de unas horas el propio general Hammond también aparece, e informa al equipo de su retiro del Comando. 
Hammond viaja después a Washington, donde se reúne con el Presidente Hayes (al parecer son viejos conocidos). Hayes, completamente enterado de la historia de Kinsey con Hammond, le informa que no desea que se retire aún, ya su experiencia será muy útil en un futuro cercano.
Los equipos en otros mundos, son llamados de vuelta a la base, y el Stargate es cerrado para proceso de revisión de 3 meses.
Nadie en el SGC esta feliz con esto, o con la llegada de la Dra. Weir. Por su parte, Weir esta decidida a no dejar que Kinsey la use como marioneta para controlar el Stargate. Ella conversa con Daniel sobre su llegada y de la delicada condición de O'Neill, cuando el Portal se activa. Se trata de Bra'tac, que trae malas noticias. Anubis está reuniendo a gran parte de su flota para lanzar un ataque final contra la Tierra. Llegará en 3 días.
Kinsey piensa que todo es un invento para mantener en funcionamiento al SGC, pero Elizabeth cree que el peligro es real y deja abierta la puerta para que el SG-1 encuentre la Ciudad Perdida cuando O'Neill lo averigüe. En privado, Kinsey reprocha a Weir por su actitud con el equipo y le dice que los quiere fuera del programa, pero Elizabeth le recuerda que es ella la que manda aquí, y no él.
Al final, Bra'tac vuelve a Chulak junto a Teal'c, para intentar conseguir apoyo para defender la Tierra. O'Neill se despide de Teal'c, por si no vuelven a verse, pero Teal'c esta seguro que se verán de nuevo, y que podrán encontrar la Ciudad de los Antiguos. Las esperanzas del SG-1 se centran en que así sea.

## Artistas invitados
- Tony Amendola como Bra'tac.
- Bonnie Arbuthnot como Bonnie.
- Ron Blecker como Soldado SG-3 .
- Eric Breker como el coronel Albert Reynolds.
- Gavin Buhr como Jaffa.
- Jason Calder como Soldado SG-3.
- Ronny Cox como el Vicepresidente Robert Kinsey.
- William Devane como el Presidente Henry Hayes.
- Holly Dignard como Holly, la asistente del Presidente .
- Bill Edwards como Soldado del SG-5.
- Jason Howell como el mayor Harper.
- Dee Jay Jackson como conductor.
- Nigel Johnson como Jaffa.
- Gary Jones como Walter Harriman.
- Ken Kirzinger como Jaffa.
- John MacDonald como Soldado del SG-3.
- Igor Morozov como hombre ruso.
- David Palffy como Anubis.
- Mark Pawson como Agente del Servicio Secreto.
- Dan Payne como Guerrero Kull.
- John Prowse como el coronel Pearson.
- John Sampson como Soldado SG-5.
- Jessica Steen como la doctora Elizabeth Weir.
- Bill Stewart como Jaffa.
- Jerr Weddell como Comandante Jaffa.